# 祁田
祁田（1920年—2008年12月3日），原名吴其钿，女，江苏淮阴人，中华人民共和国政治人物，曾任第一机械工业部副部长、党组成员，审计署副审计长、党组成员，中国会计学会副会长，中国审计学会副会长。